# Felicjan Łaszkiewicz
Felicjan Łaszkiewicz (ur. 1838, zm. 1878) – ksiądz, wikary, dowódca oddziału powiatu nowogródzkiego w powstaniu styczniowym w 1863 roku.
Wyświęcony w 1850 roku. Przed powstaniem styczniowym był wikarym w Nowogródku. Po powstaniu osiadł w Galicji. Najpierw w parafii w Hłuszczy, a pod koniec życia, został kapelanem sióstr miłosierdzia w Czerwonogrodzie, gdzie zmarł w lutym 1878 roku.